# Royal Enfield Bullet 500 EFI
Die Royal Enfield Bullet 500 ist ein Motorrad des indischen Motorradproduzenten Royal Enfield, der aus einem britischen Hersteller von Gewehren, Motorrädern und Automobilen hervorging.
Technisch basiert die Bullet auf einer Konstruktion aus den 1930er Jahren. Nur der Motor wurde heutigen Abgasnormen angepasst. Sie hat einen 500-cm³-Einzylindermotor in einem einfachen Einrohrrahmen mit mittragendem Motor, Hinterradschwinge und Teleskopgabel mit schmalen 90/90 x 19"  Reifen vorn und 110/80 x 19" am Hinterrad. 

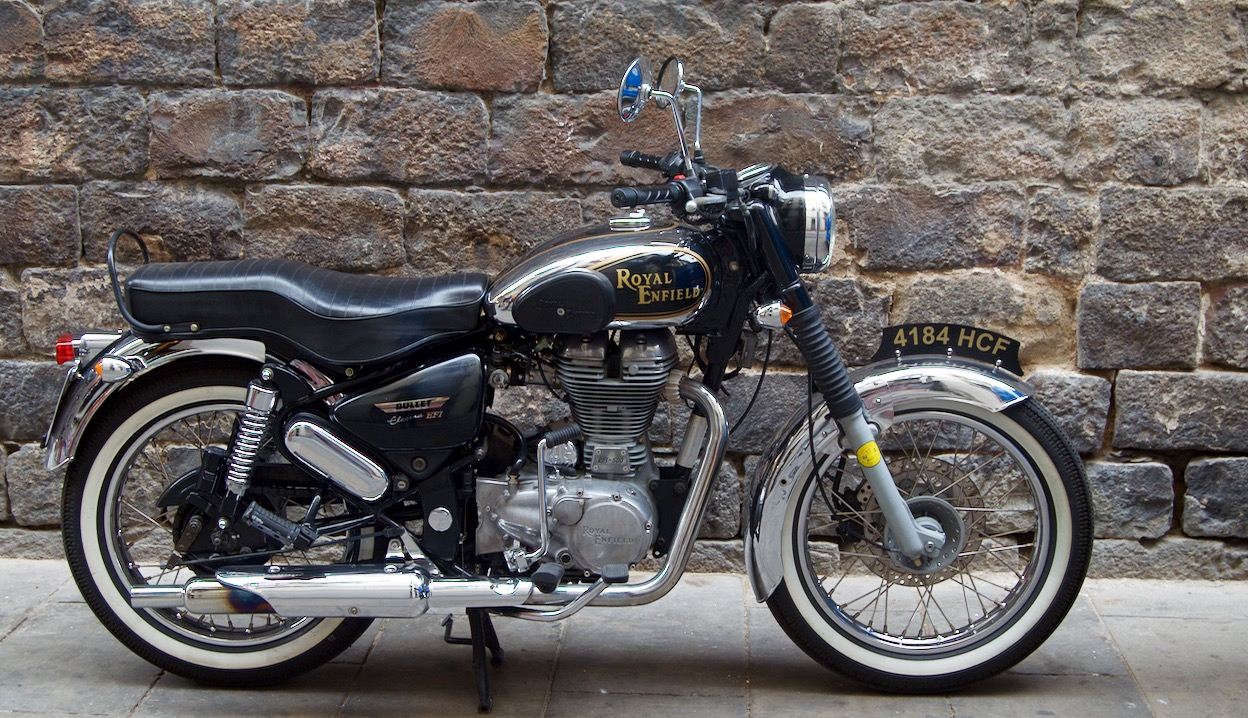
Royal Enfield Bullet 500 Electra EFI

## Der Motor
Der Royal-Enfield-EFI-Bullet-Motor wurde entwickelt, um die Emissionsvorschriften in Europa zu erfüllen. Getreu dem Motto „Evolution statt Revolution“ haben die Entwicklungsingenieure von Royal Enfield im Design eine Mischung aus den Enfield-Crusader-Motoren der 1960er Jahre und dem Bullet-Motor gezeichnet. Der Motor ist eine Unit-Konstruktion, das heißt, Kurbelwelle und Getriebe sind in einem gemeinsamen Gehäuse untergebracht. Rechts auf der Kurbelwelle sitzt die Lichtmaschine, links der Primärtrieb. Statt eines Vergasers hat er eine elektronisch gesteuerte Benzineinspritzung (engl. Electronic Fuel Injection). Das Hubverhältnis mit 90 mm Hub und 84 mm Bohrung ist traditionell britisch ausgelegt. Das maximale Drehmoment von 41 Nm wird bei 4000/min abgegeben. Der neue Motor wird kontaktlos elektronisch gezündet, hat einen automatischen Dekompressor und Hydrostößel, wodurch das Einstellen der Ventile entfällt. Die Royal Enfield erfüllt mit dem Modelljahr 2016 die Abgasnorm Euro 4, mit dem Modelljahr 2017 wurde das Motorrad mit einem Antiblockiersystem ausgestattet.

## Trivia
In der britisch-französische Fernsehserie Death in Paradise fährt Officer Dwayne Myers (Danny John-Jules) meist ein Motorradgespann aus einer Royal Enfield Bullet von 2010 mit einem Watsonian-Squire-Beiwagen.